# Шизофрения Гретера
Шизофрения Гретера — форма шизофрении, развивающаяся после алкогольного делирия. По его окончании появляется бред преследования и воздействия, сопровождающийся изменениями личности, свойственными этому заболеванию.
В 1906 году С. А. Суханов впервые описывает форму шизофрении, манифестирующей на фоне алкогольного психоза, чаще в виде делириозного помрачения сознания, у больных хроническим алкоголизмом. Спустя 3 года, в 1909 году, немецкий психиатр Карл Гретер издаёт свой труд «Dementia praecox mit Alcoholismuc chronicus», в котором описал данную форму психической патологии, и болезнь получила название шизофрения Гретера. В историческом аспекте данная форма шизофрении не является простым сочетанием шизофрении и алкоголизма, а включает именно те случаи, когда шизофрения манифестирует алкогольным психозом. Шизофрения при наличии хронического алкоголизма обычно начинается позже и протекает «мягче».